# Dante Carrara
Dante Carrara (Albino, 1º ottobre 1920 – ...) è stato un calciatore italiano, di ruolo attaccante.

## Carriera
Cresce nel settore giovanile dell'Atalanta, e dopo il servizio militare, effettuato nel 1942, si accasa alla Triestina, con cui disputa 2 partite in Serie A nella stagione 1942-1943. L'anno seguente torna all'Atalanta, con cui mette a segno 2 reti in 10 partite nel Campionato Alta Italia.
Dopo un'ulteriore breve parentesi alla Triestina, nella quale non scende mai in campo in gare ufficiali, nella stagione 1947-1948 gioca in Serie B con il Crema, totalizzando 7 presenze senza nessuna rete segnata. Si trasferisce infine alla Vita Nova di Ponte San Pietro, in Serie C, con cui chiude la carriera disputando 33 partite e segnando 4 reti.